# Ministers onder Pedro Aguirre Cerda
Pedro Aguirre Cerda was van 24 december 1938 tot zijn overlijden op 25 november 1941 president van Chili.

## Samenstelling kabinetten

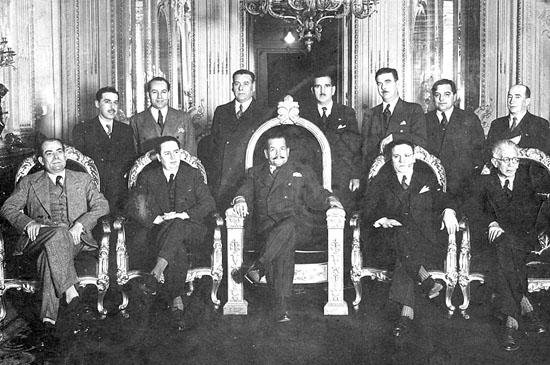
President Pedro Aguirre Cerda en zijn ministers

| Minister                             | Naam/Periode |
| ------------------------------------ | --- |
| Binnenlandse Zaken                   | Pedro Enrique Alfonso (1938-1939) Guillermo Labarca Hubertson (1939-1940) Humberto Álvarez Suárez (1940) Guillermo Labarca Hubertson (1940 ) Arturo Olavarría Bravo (1940 -1941) Leonardo Guzmán Cortés (1941) Jerónimo Méndez Arancibia (1941) |
| Buitenlandse Zaken en Handel         | Abraham Ortega Aguayo (1938-1940) Cristóbal Sáenz Cerda (1940) Marcial Mora Miranda (1940) Manuel Bianchi Gundián (1940 -1941 ) Luis Álamos Barros (1941) Juan Bautista Rossetti Colombino (1941)                                               |
| Financiën                            | Roberto Wachholtz Araya (1938-1939) Pedro Enrique Alfonso (1939-1940) Marcial Mora Miranda (1940-1941) Guillermo del Pedregal Herrera (1941) |
| Justitie                             | Raúl Puga Monsalve (1938 -1941) Domingo Godoy Pérez (1942 ) Tomás Mora Pineda (1941) |
| Openbaar Onderwijs                   | Rudecindo Ortega Mason (1938 -1940) Juan Antonio Iribarren Cabezas (1940 -1941) Raimundo del Río Castillo (1941) Ulises Vergara Osses (1941) |
| Nationale Defensie                   | Alberto Cabero Díaz (1938-1939) Guillermo Labarca Hubertson (1939) Alfredo Duhalde Vásquez (1939-1940) Juvenal Hernández Jaque (1940-1941) Carlos Valdovinos Valdovinos (1941)                                                                  |
| Ontwikkeling                         | Arturo Bianchi Gundián (1938 -1939) Oscar Schnake Vergara (1939 -1941) |
| Land en Kolonisatie                  | Carlos Alberto Martínez Martínez (1938-1939) Rolando Merino Reyes (1939-1941) |
| Landbouw                             | Arturo Olavarria Bravo (1938-1940) Víctor Moller Bordeu (1940) Alfonso Quintana Burgos (1940 -1941) Raúl Puga Monsalve (1941) |
| Arbeid                               | Antonio Poupin Gray (1938) -1940 Juan Pradenas Muñoz (1940-1941) |
| Volksgezondheid, Welzijn en Bijstand | Miguel Etchebarne Riol (1938 -1939) Salvador Allende Gossens (1939 -1941) |
| Handel en Bevoorrading (sinds 1941)  | Arturo Riveros Alcaide (1941) |